# Louis-Claude Vassé
Louis-Claude Vassé, es un escultor francés, nacido en París en 1716 y fallecido en esta misma ciudad en 1772.
Alumno de Edme Bouchardon, Vassé obtuvo el Primer premio de Escultura de la Academia real de pintura y de escultura en 1739. Aceptado por la Academia en 1748, fue recibido allí en 1751. 

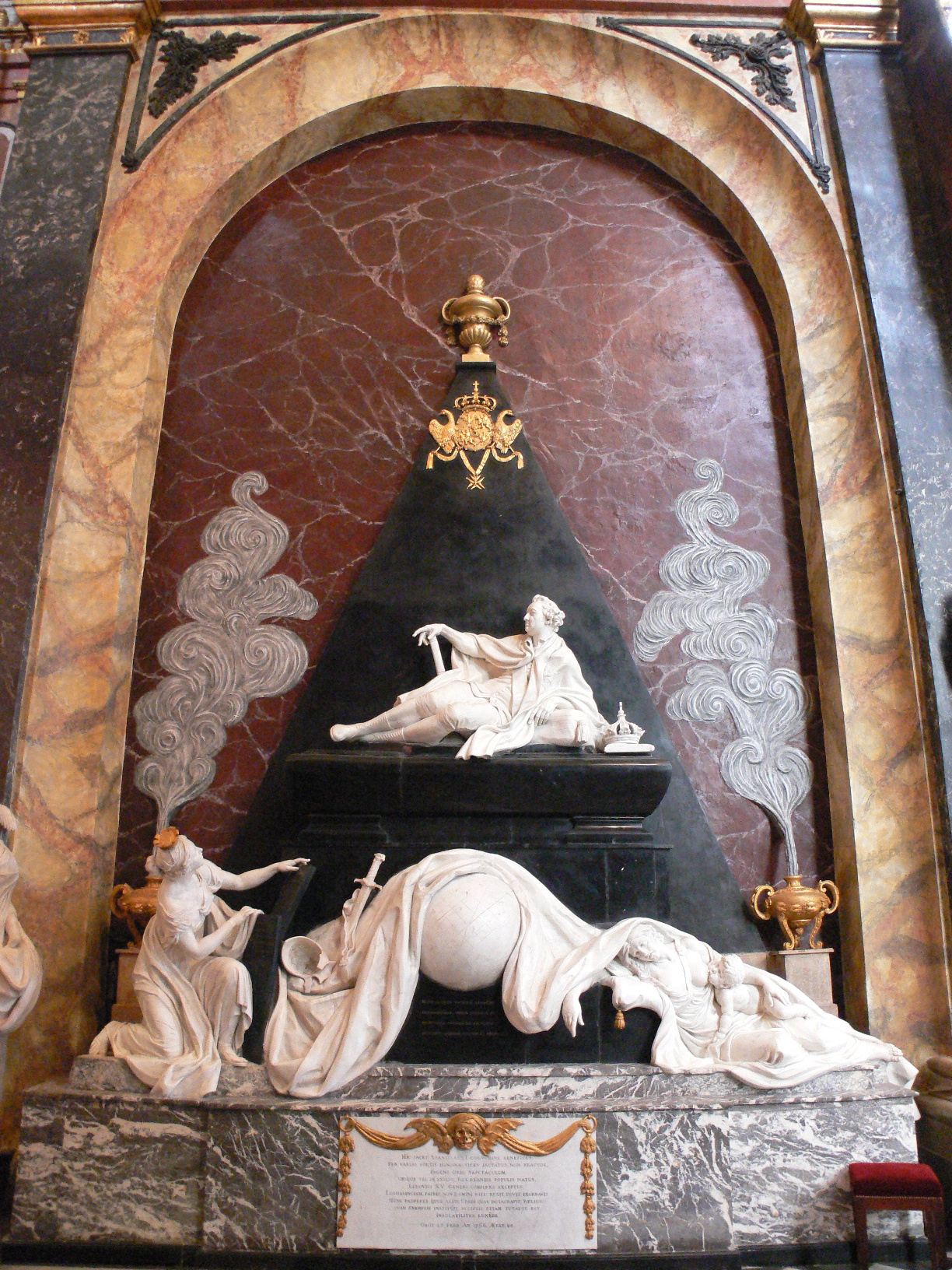
Tumba de Stanislas Leszczynski en Nancy.

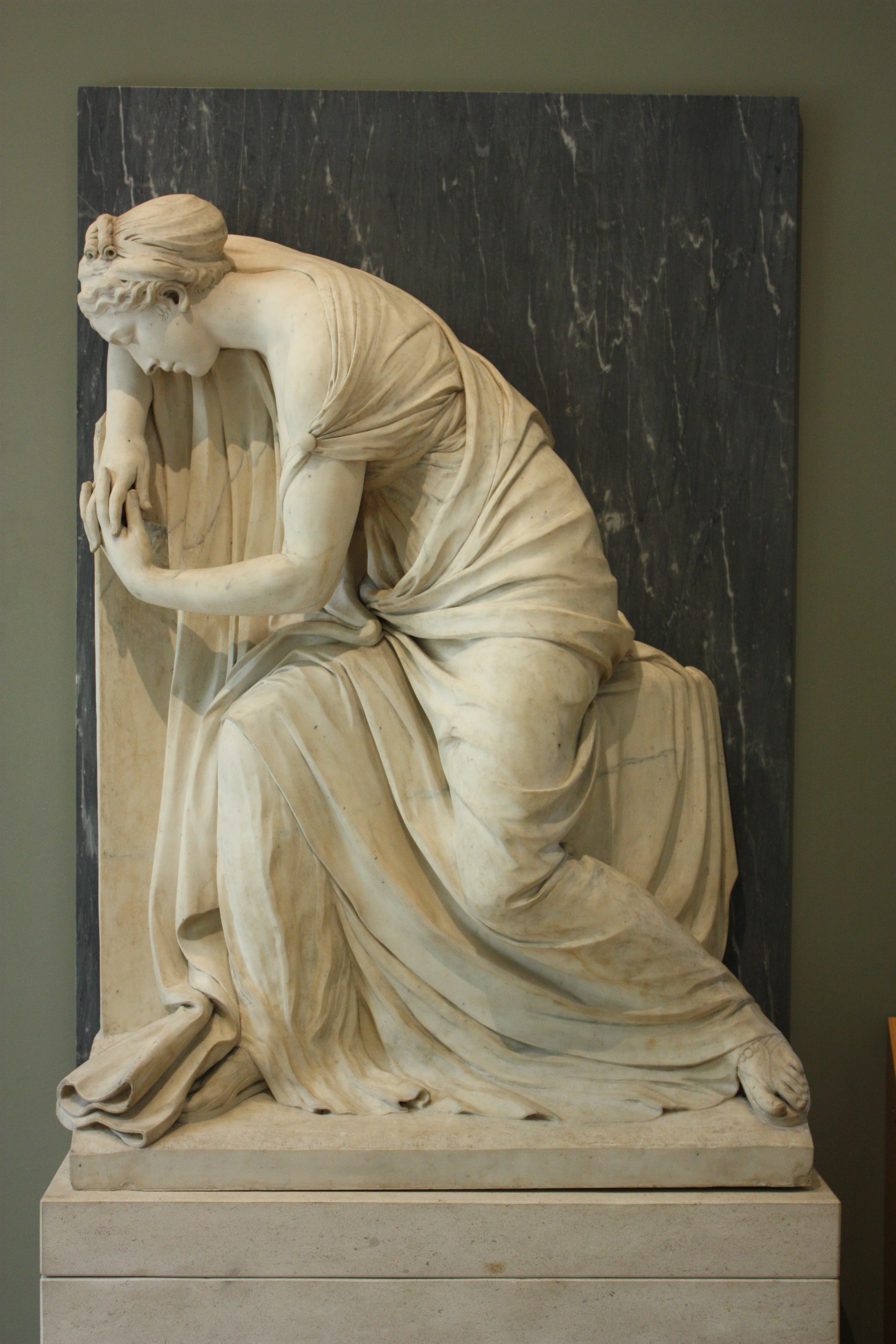
El Dolor, Museo del Louvre.

## Obras
- Pastor adormecido  (1751), estatua, mármol, París, museo del Louvre
- Retrato de Francisco I  (1756), busto, bronce, París, museo del Louvre
- La Comedia  (1765), estatua, mármol, París, museo del Louvre
- El Dolor  (sobre 1771), relieve, mármol, París, museo del Louvre
- El Amor Sentado a orillas del mar reuniendo las palomas del carro de Venus  (1755), grupo, mármol, París, museo del Louvre
- Lapidación de san Étienne, estatua, mármol, Auxerre, catedral Saint-Étienne
- Monumento del corazón de la reina María Leszczynska en la iglesia de Notre-Dame-de-Bonsecours en Nancy.

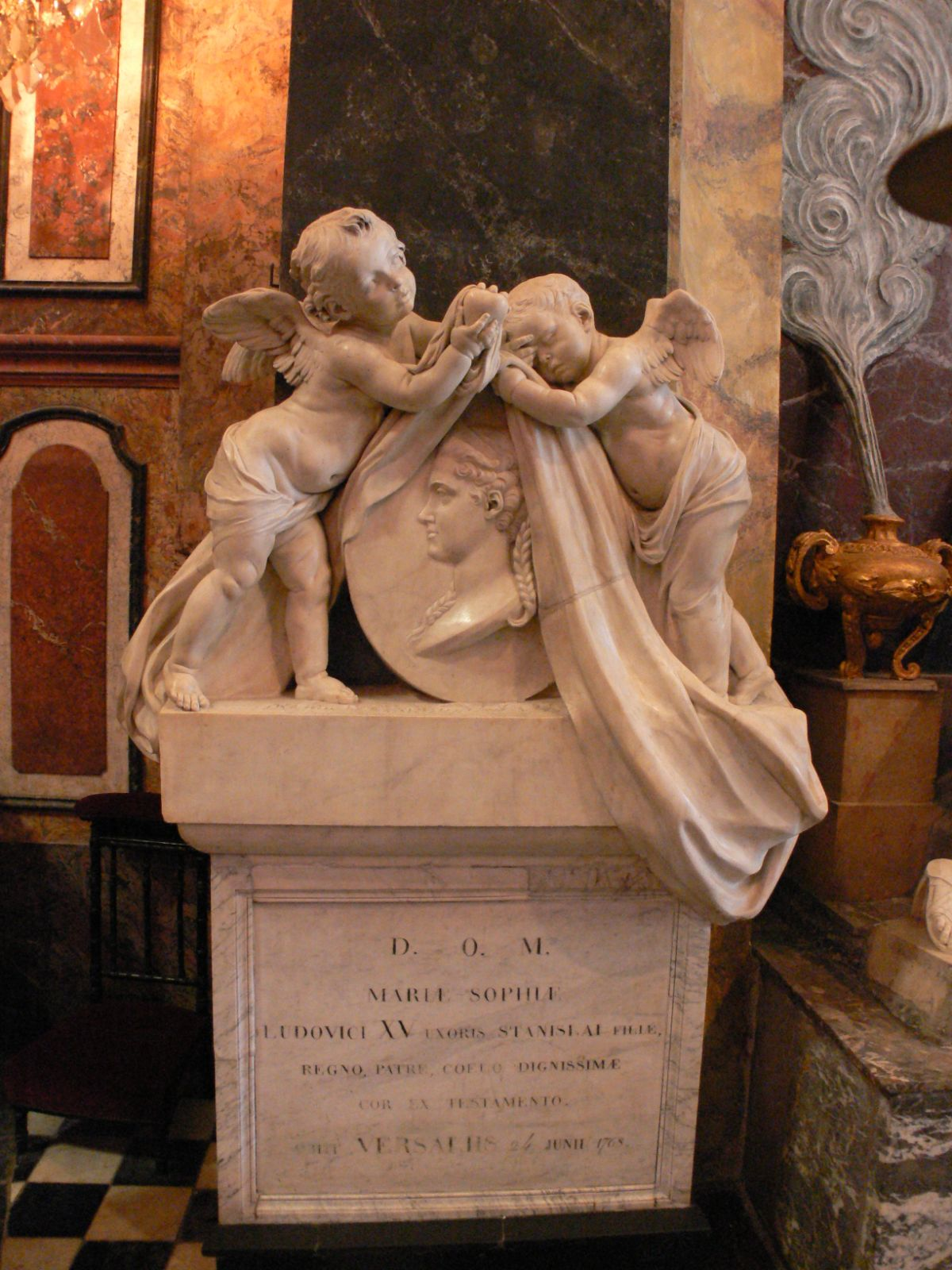
Monumento del corazón de la reina María Leszczynska en la iglesia de Notre-Dame-de-Bonsecours en Nancy